# Albánia hadereje

## Albániahaderejének néhány összefoglaló adata
Albánia katonai költségvetése 110 millió amerikai dollár, a GDP 1,49%-a.Teljes személyi állománya 22 000 fő. A mozgósítható lakosságszáma 809 524 fő, melyből 668 526 fő volt alkalmas katonai szolgálatra 2005-ben.

## Haderő-fejlesztési tervek2010-ig
Albánia elfogadta 2000-ben a Nemzetbiztonsági Stratégia és Védelmi Politika című dokumentumot, mely szerint 2002–2010 között átalakítják a fegyveres erőket. Céljuk kisebb, de jobb képességű haderő létrehozása. 16000 főre csökkentenék a haderejük létszámát. NATO példák szerint korszerűsítenék a felső vezető szerveket. A szárazföldi erők állományába 1 gyorsreagálású dandár, 1 kommandós ezred és 1 műszaki dandár fog tartozni. Ezek mellett tartalékban lesz 6 dandár. (5 gyalogos és 1 tüzér). Albánia új szállító helikoptereket akar vásárolni, illetve meg akarja oldani légvédelmének problémáit. (Ez lehet, hogy a rossz gazdasági és politikai helyzet miatt 2010-en tovább nyúlik.) Shenyang repülőgépeket szeretnének vásárolni elavult, kiöregedett technikáik helyére.

## Szárazföldi erő: 16 000 fő
5 gyalogos hadosztály (egyenként 2-2 dandár), 1 kommandó dandár (3 zászlóalj), 1 gépesített dandár, 4 harckocsi dandár és 4 tüzér dandár alkotja szárazföldi haderejüket, összesen 16000 fővel.

### Fegyverzet
Körülbelül 480 db harckocsijuk van, főleg T-59-es típusúak. 35 db közepes harckocsi (kínai Tipus-62-k), 15 db BRDM-1 felderítő harcjármű, 103 db kínai Tipus-531 páncélozott szállító harcjármű , körülbelül 820 db vontatott (122 mm-es, 130 mm-es 152 mm-es) tüzérségi löveg és 50 db sorozatvető (kínai Tipus-63) szolgál az albán hadsereg kötelékeiben.

## Légierő, légvédelem: 2000 fő
Albánia 2004-ben vonta ki 65 db MiG–19-esét, és F–6-osait, melyeket még 1970-ben vásárolt. Helyükre 12 db J–7-et vásároltak Kínától. Jelenleg nincs harci helikopterük, de van 1 ezrednyi közvetlen támogatójuk (I-2, I-6). Emellett 2 vadászrepülő ezred, 1 szállító század (An–2, Il–14, Li–2), 1 helikopter ezred (Mi–4, SA 316, Bell 222) és 4 db SZ–75 Dvina légvédelmi rakétakomplexum alkotja az albán légierőt, összesen mintegy 2000 fővel.

## Haditengerészet: 1500 fő
Hajóállományuk 20 db járőr és partvédelmi hajóból, illetve 4-5 más hajóból áll. A haditengerészet kötelékében 1500 fő szolgál.